# Argyrophorodes
Argyrophorodes là một chi bướm đêm thuộc họ Crambidae.

## Các loài
Chi này có các loài sau:
- Argyrophorodes angolensis Agassiz, 2012 (từ Angola, Congo và Zambia)
- Argyrophorodes anosibalis  Marion, 1957 (từ Madagascar)
- Argyrophorodes catalalis  (Marion & Viette, 1956) (từ Madagascar)
- Argyrophorodes dubiefalis  Viette, 1978 (từ Madagascar)
- Argyrophorodes grisealis  Marion, 1957 (từ Madagascar)
- Argyrophorodes hydrocampalis  Marion, 1957 (từ Madagascar)
- Argyrophorodes suttoni 	Agassiz, 2012 (từ Congo)